# Апарки (посёлок)
Апарки — посёлок в Кимовском районе Тульской области России. Административный центр Румянцевского сельского округа. Входит в Новольвовское сельское поселение.

## География
Расположен у побережья Пронского водохранилища (реки Проня), в 14-15 км к северо-востоку от железнодорожной станции города Кимовска.
На северо-западе к посёлку примыкает деревня Апарки.

## Население
| 2002 | 2010 |
| ---- | ---- |
| 266  | ↘212 |